# Symfyseotomi
Symfyseotomi er en operation, hvorved man under fødslen gennemskærer bækkenet i symfysen. Den tilsigter at gøre bækkenet rummeligere.